# 10092 Sasaki
10092 Sasaki este un asteroid din centura principală de asteroizi.

## Descriere
10092 Sasaki este un asteroid din centura principală de asteroizi. A fost descoperit pe 15 noiembrie 1990 la Kitami de Kin Endate și Kazuro Watanabe. Asteroidul prezintă o orbită caracterizată de o semiaxă mare de 2,40 ua, o excentricitate de 0,19 și o înclinație de 1,8° în raport cu ecliptica.